# 10927 Vaucluse
10927 Vaucluse (1998 BB42) là một tiểu hành tinh vành đai chính được phát hiện ngày 29 tháng 1 năm 1998 bởi R. Roy ở Blauvac. Nó được đặt theo tên the French department thuộc Vaucluse.